# Оман на Летњим олимпијским играма 1988.
Оман је на Олимпијским играма у Сеулу 1988. учествовао трећи пут као самостална земља.
Оманску делегацију, су у Сеулу представљало је осам спортиста који се се такмичили у три спорта. Најмлађи у делегацији је био атлетичар Сулејман Џума ел Хабси са 18 година и 236 дана, а најстарији такође атлетичар Абдул Латиф ел Балуши  са 32 год и 322 дана.
Заставу Омана на свечаном отварању Олимпијских игара 1988. носио је стрелац Абдул Латиф ел Балуши.
Оборена су 2 национална рекорда у атлетици (400 м и маратону), али је Омански олимпијски тим остао у групи земаља које нису освојиле ниједну медаљу на олимпијским играма.

## Учесници по спортовима
| Спорт      | Мушкарци | Жене | Укупно |
| ---------- | -------- | ---- | ------ |
| Атлетика   | 5        | 0    | 5      |
| Бокс       | 2        | 0    | 2      |
| Стрељаштво | 1        | 0    | 1      |
| Укупно (3) | 8        | 0    | 8      |

## Резултати

### Мушкарци
| Атлетичар Лични рекорд                                                               | Дисциплина | Квалификације | Квалификације | Четвртфинале     | Четвртфинале     | Полуфинале        | Полуфинале        | Финале            | Финале          | Детаљи |
| Атлетичар Лични рекорд                                                               | Дисциплина | Резултат      | Место         | Резултат         | Место            | Резултат          | Место             | Резултат          | Место           | Детаљи |
| ------------------------------------------------------------------------------------ | ---------- | ------------- | ------------- | ---------------- | ---------------- | ----------------- | ----------------- | ----------------- | --------------- | ------ |
| Абдулах Салем ел Хахиди 10,05 НР                                                     | 100 м      | 10,90         | 5. у гр. 8    | Није се пласирао | Није се пласирао | Није се пласирао  | Није се пласирао  | Није се пласирао  | 73 / 100 (102)  |        |
| Абдулах Салем ел Хахиди 10,05 НР                                                     | 200 м      | 21,82         | 6. у гр. 6    | Није се пласирао | Није се пласирао | Није се пласирао  | Није се пласирао  | Није се пласирао  | 48 / 72 (76)    |        |
| Мухамед ел Малки                                                                     | 400 м      | 46,79         | 1 у гр. 3 КВ  | 45,01            | 3. у гр. 3 КВ    | 44,69 НР          | 3. у пф. 2        | 45,03             | 8 / 73 (76)     |        |
| Сулејман Џума ел Хабси 47,9                                                          | 400 м      | 48,30         | 5. у гр. 6    | Није се пласирао | Није се пласирао | Није се пласирао  | Није се пласирао  | Није се пласирао  | 51 / 73 (76)    |        |
| Менсур ел Балуши 1:50,47                                                             | 800 м      | 1:51,03       | 7. у гр. 1    | Није се пласирао | Није се пласирао | Није се пласирао  | Није се пласирао  | Није се пласирао  | 48 / 67 (70)    |        |
| Сулејман Џума ел Хабси² Мухамед ел Малки² Абдулах Салем ел Хахиди² Менсур ел Балуши² | 4 х 400 м  | 3:12,89       | 7 у гр. 1     |                  |                  | Нису се пласирали | Нису се пласирали | Нису се пласирали | 19 / 21         |        |
| Awadh Shaban Al-Sameer                                                               | маратон    |               |               |                  |                  |                   |                   | 2.46:59 НР        | 83 / 98 (118)\| |        |

- Атлетичари у штафетама означени бројем 2 су учествовали и у некој од појединачних дисциплина.

## Бокс
| Боксер             | Дисциплина | Коло 64 такмичара      | Коло 32 такмичара     | коло 16 такмичара  | Четвртфинале       | Полуфинале         | Финале             | Пласман  | Детаљи         |
| Боксер             | Дисциплина | Противник Резултат     | Противник Резултат    | Противник Резултат | Противник Резултат | Противник Резултат | Противник Резултат | Пласман  | Детаљи         |
| ------------------ | ---------- | ---------------------- | --------------------- | ------------------ | ------------------ | ------------------ | ------------------ | -------- | -------------- |
| Handhal Al-Harithy | полувелтер | Мирберг Шведска · Пор. | Није се пласирао      | Није се пласирао   | Није се пласирао   | Није се пласирао   | Није се пласирао   | =32 / 45 |                |
| Абдулах ел Барвани | велтер     | слободан               | Obah Аустралија · Пор | Није се пласирао   | Није се пласирао   | Није се пласирао   | Није се пласирао   | =17 / 44 | [ мртва веза ] |

### Стрељаштво
Мушкарци
| Стрелац               | Дисциплина     | Квалификације            | Квалификације | Финале           | Финале           | Пласман | Детаљи |
| Стрелац               | Дисциплина     | Резултат                 | Пласман       | Резултат         | Укупно           | Пласман | Детаљи |
| --------------------- | -------------- | ------------------------ | ------------- | ---------------- | ---------------- | ------- | ------ |
| Абдул Латиф ел Балуши | ваздушна пушка | 587 (98+99+94+99+100+97) | 17            | Није се пласирао | Није се пласирао | 17 / 46 |        |